# Національний музей (Прага)
Національний музей (чеськ. Národní muzeum) — найбільший і найстаріший державний музей у столиці Чехії місті Празі, головне й найбільше зібрання матеріалів з історії та культури Чехії.

## Структура
Фактично Національний музей у Празі є об'єднанням низки музейних закладів, бібліотек, замків, окремих експозицій та виставок, а також приписаних до музеїв пам'ятників видатним чеським персоналіям, до того ж не тільки в Празі. Однак центральне місце в комплексі посідає головний корпус Національного музею — на Вацлавській площі.
Це — велична неоренесансна розкішна будівля заввишки понад 70 метрів і завдовжки (фасад) близько 100 метрів, яка зводилась у 1885—1890 році архітектором Йозефом Шульцом на місці колишньої Кінської брами. Монументальна споруда з великим куполом, яка є домінантою Вацлавської площі, має для чеського народу особливе, символичічне значення — на головному фасаді розміщення алегоричні скульптури-усособлення земель Чехії, головних чеських річок Влтави та Лаби. Власне під куполом міститься Чеський Пантеон — зібрання погрудь видатних діячів чеської історії та культури.
До структури Національного музею Чехії входять також: нова будівля музею (колишні Федеральні збори, Vinohradská 1); на правах відділів — Музей чеської музики з його складовими: музей Бедржиха Сментани та музей Антоніна Дворжака; Музей Напрстек (Náprstek), який є по суті атропологічно-етнографічним — зібрання артефактів азійських, африканських та американських культур; Лапідаріум; Музей чеської іграшки та цирку в Прахатицях, Музей книги у Ждярі-над-Сазавою та інші.

## З історії музею
Празький Національний музей створений у 1818 році під час Чеського національного підйому й активного романтичного зацікавлення старожитностями; заклад від початку був задуманий як скарбниця чеської національної культури. Меценатом музейого зібрання виступив граф Каспар Марія Штернберг.
Історичним відділом Музею завідував видний історик і політик Франтішек Палацький, за ініціативою якого від 1827 року музей уперше почав випускати наукові публікації чеською мовою.
Першим бібліотекарем Національного музею був філолог і поет Вацлав Ганка, відомий передусім, як талановитий фальсифікатор історії, чиї «рукописи» зрештою виставляються також у музеї, хоч і не як пам'ятки середньовічної літератури, зате як яскраві матеріали свого часу, що свідчать про чеське національне піднесення.
У 2-й половині XIX століття Музей постійно розширювався й поповнювався.
Вже у XX столітті Музей розділився на декілька великих колекцій — таким чином з'явились Музей чеської музики та Музей Азії та Африки (нині Музей азійських, африканських та американських культур) імені Напрстка.
Під час придушення Празької весни-1968 — військової агресії проти Чехословаччини з боку СРСР та декількох країн ОВД улітку 1968 року будівля Національного музею була частково ушкоджена, причому деякі зі слідів від куль лишаються і до тепер (2000-ні).

## Експозиції та фонди
Національный музей має в своєму складі декілька значних тематичних зібрань. У головному корпусі (на Вацлавській площі), зокрема, розташовані Музей натурознавства та історії, Бібліотека (1,3 мільйонів томів та 8 тисяч рукописів) і Пантеон. Постійні експозиції Національного музею: Доісторичний період в Чехії, Моравії та Словаччині; Мінералогічна і петрологічна; Зоологічна; Палеонтологічна; Антропологічна.
На другому поверсі центрального корпусу Музею розташоване історичне відділення. Особливу цінність у ньому мають матеріали археологічних розкопок, монети та медалі. На третьому поверсі міститься натурознавче відділення. Його прикметною складовою є палеонтологічна колекція, зібрана в Чехії французьким вченим Йоахімом Баррандом.
Колекції Етнографічного музею, Музею музичних інструментів, Музею фізкультури та спорту містяться в інших виставкових залах.

## Галерея

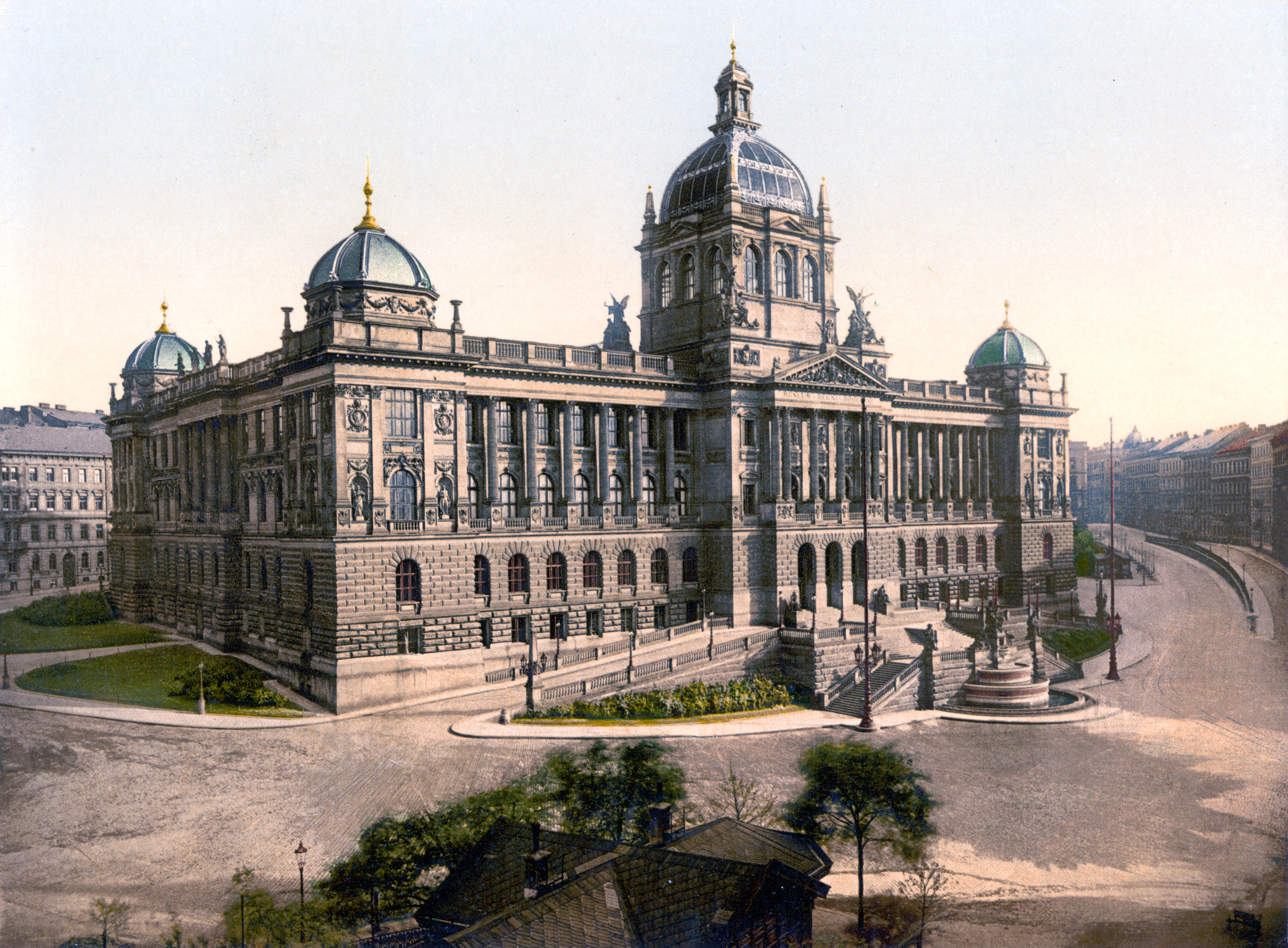
Національний музей (бл. 1900)
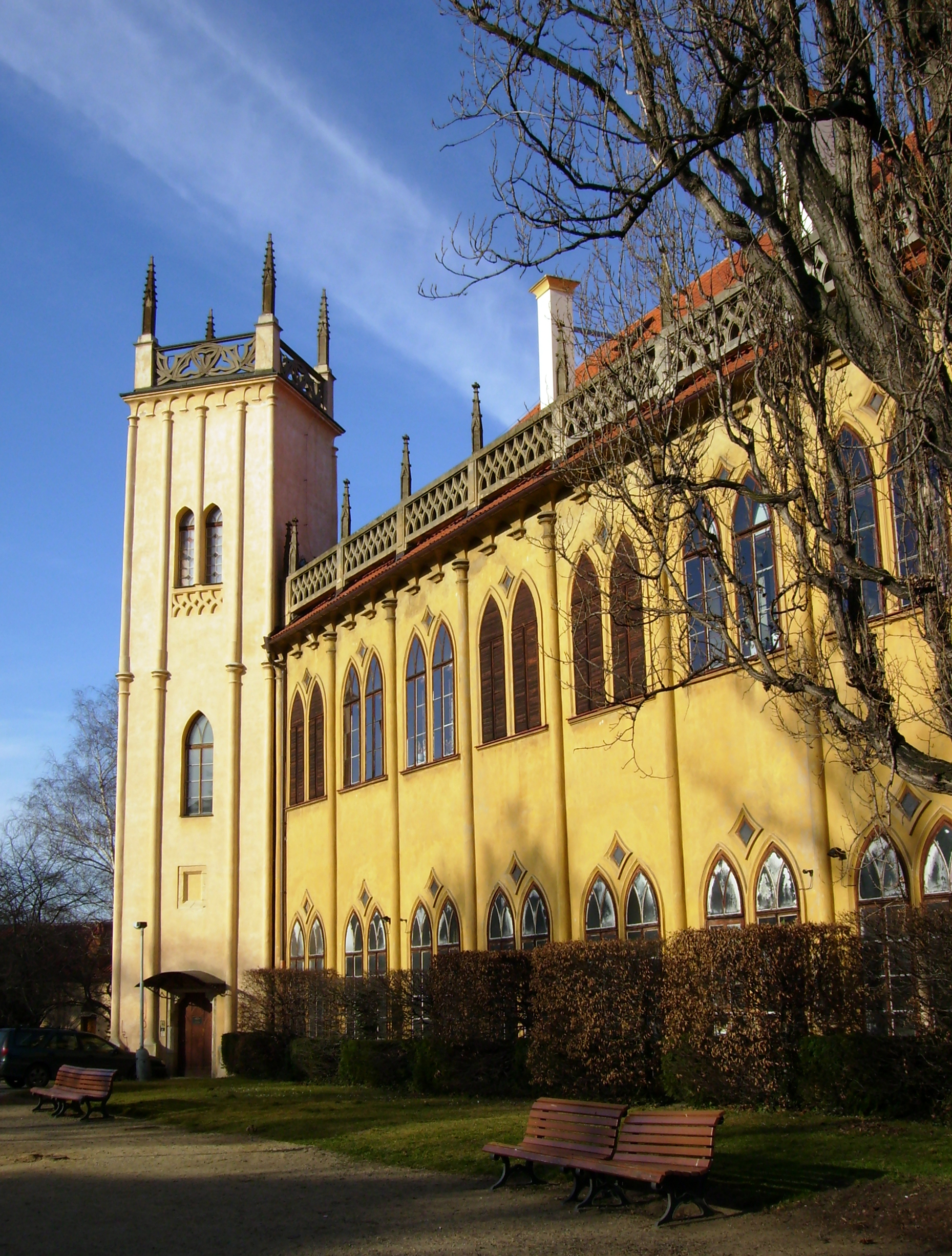
Книгозбірня
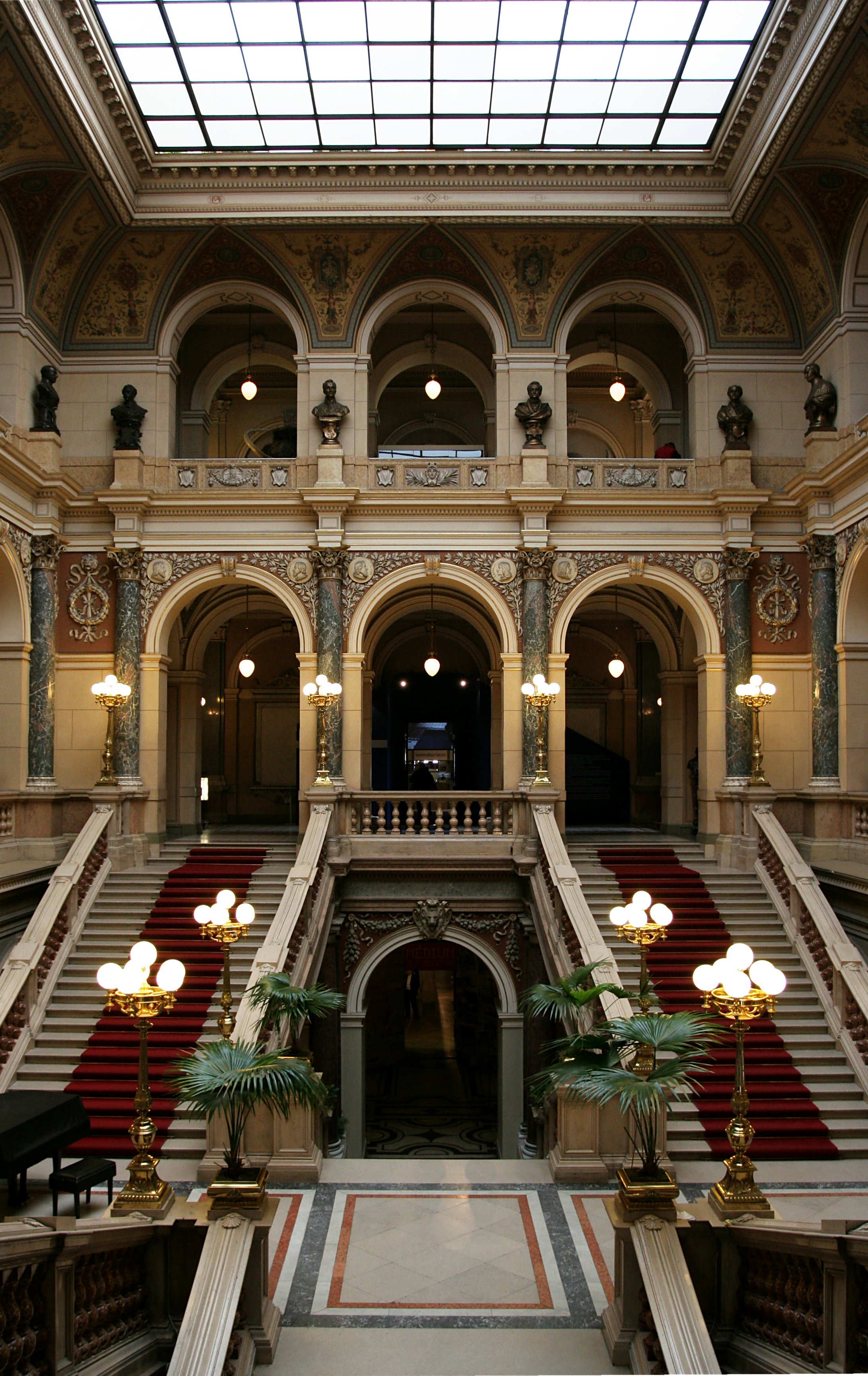
Внутрішній інтер'єр
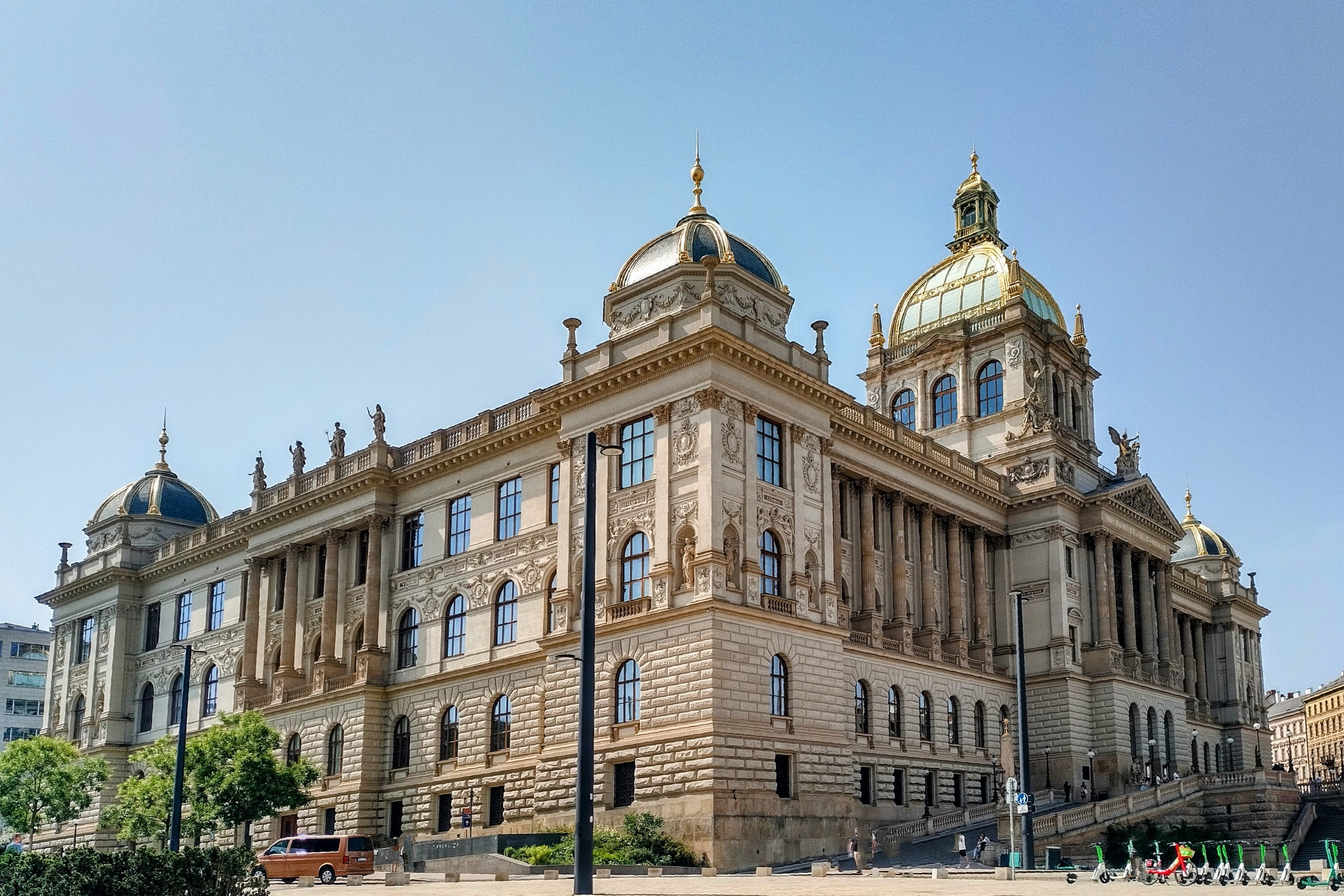
Кутовий вигляд з вул. Вільсона
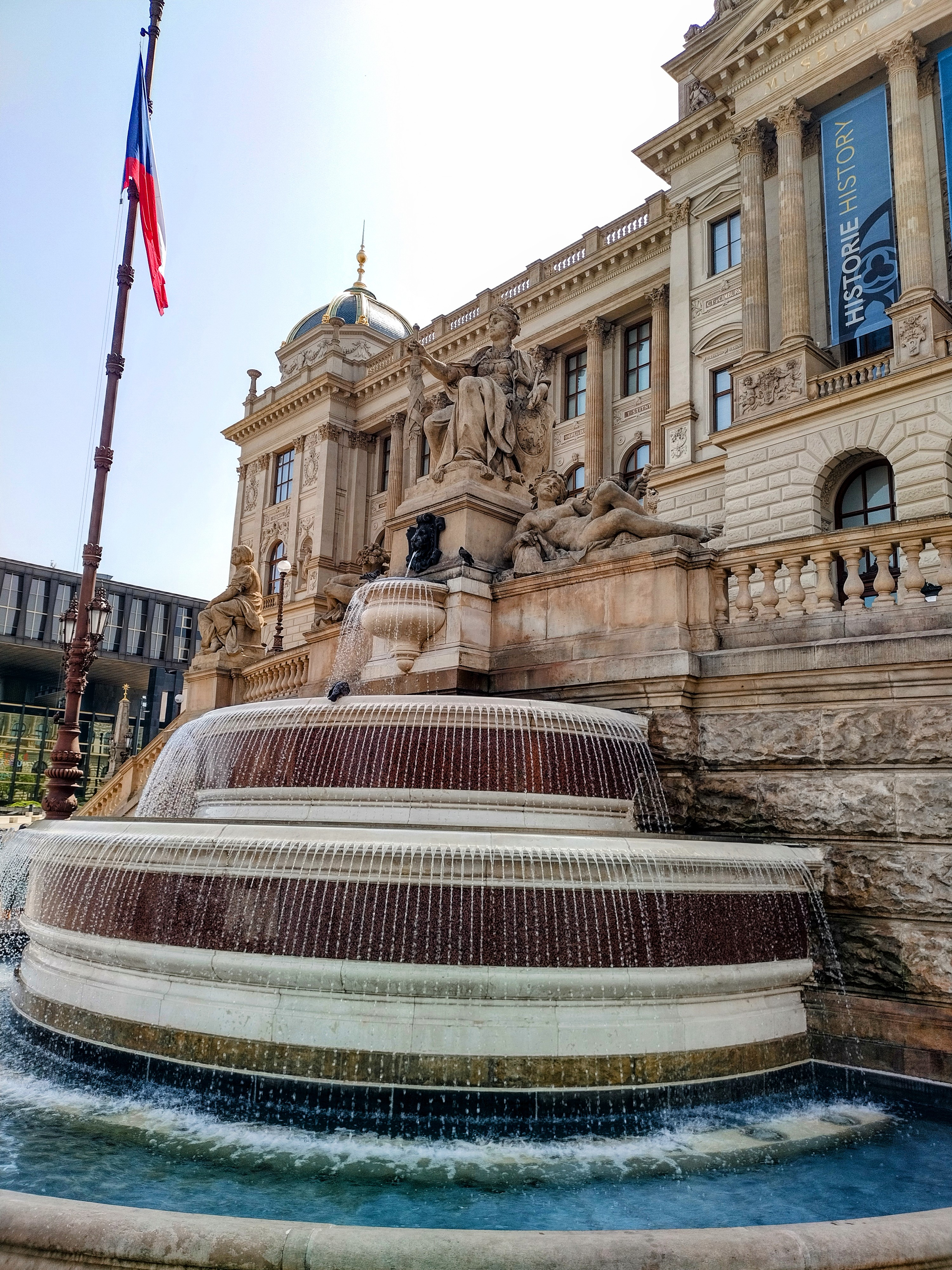
Фонтан перед музеєм